# Wilhelm Waneck
Wilhelm Bruno Waneck (geboren 25. November 1909 in Wien, Österreich-Ungarn; gestorben nach 1974) war ein Gruppenleiter im Nachrichtendienst des Reichssicherheitshauptamts.

## Leben
Wilhelm Bruno Waneck war ein Sohn des promovierten Ministerialrats Wilhelm Waneck. Er besuchte das Gymnasium bis zur Unterprima und wurde 1930 Soldat im österreichischen Bundesheer. Die Matura holte er 1932 in Klosterneuburg nach und begann in Wien ein Jurastudium. Waneck wurde 1933 aus politischen Gründen aus dem Bundesheer entlassen, da er sich zum 16. April 1931 der NSDAP angeschlossen hatte (Mitgliedsnummer 510.559), in der er die Funktion eines Ortsgruppenleiters und Propagandaleiters auf dem Kasernengelände innehatte. Er gründete daraufhin mit anderen ebenfalls entlassenen Soldaten die sogenannte Militärstandarte, aus der 1934 die SS-Standarte 89 hervorging.
Waneck führte beim Juliputsch 1934 eine SS-Sturmabteilung, die den Wiener Rundfunk besetzte. Nachdem der Putschversuch niedergeschlagen wurde, flüchtete er in die Tschechoslowakei und ging von dort nach Hitlerdeutschland. Im SS-Oberabschnitt Donau fand er Beschäftigung in der Kommandantur des KZ Dachau. Werner Best holte ihn als Sachbearbeiter in die Abteilung Abwehr des Hauptamtes des Sicherheitsdienstes (SD) nach Berlin. Nebenher studierte er dort 1935/36 an der Hochschule für Politik mit dem Abschluss eines Diplom-Volkswirts, er selbst bezeichnete sich auch als Jurist. Vor Kriegsbeginn hielt Waneck sich für ein Jahr in England auf. Im Reichssicherheitshauptamt stieg er 1939 zum Referenten auf und wurde im August 1943 im Rang eines SS-Sturmbannführers (Major) zum Leiter der Gruppe VI E ernannt, die nun aus den sechs Länderreferaten Italien, Ungarn/Slowakei, Serbien/Kroatien, Rumänien/Bulgarien, Griechenland und Skandinavien bestand. Im Dezember 1943 zog die Gruppe nach Wien um. Anfang 1944 erhielt Waneck den Rang eines SS-Obersturmbannführers (SS-Nummer 236.861). Ende 1944 war er planerisch an der Entführung des Sohnes Miklos Horthy jr. des ungarischen Reichsverwesers Miklos Horthy sr. und dem Sturz Horthys beteiligt.
Nach Kriegsende wurde Waneck von der US Army im Internierungslager Ludwigsburg inhaftiert, seine Frau floh aus Berlin nach Österreich. Er wurde in den Folgejahren mehrfach über die Struktur des Reichssicherheitshauptamtes verhört, seine Aussagen 1946 wurden (unter dem Namen Wanneck [sic!]), im Nürnberger Prozess von Kurt Kauffmann, dem Verteidiger des Angeklagten Ernst Kaltenbrunner, zitiert. Am 10. August 1948 wurde Waneck von der Spruchkammer des Internierungslagers Ludwigsburg zu vier Jahren Arbeitslager verurteilt, die Haftzeit seit 1945 wurde angerechnet, kurz danach wurde er am 13. August 1948 aus der Haft entlassen und ging zurück nach Österreich.
Waneck stand in Österreich zwar auf einer Fahndungsliste, er wurde aber trotz der Bestimmungen im Verbotsgesetz nicht behelligt, 1955 wurde sein Eintrag aus der Fahndungsliste gelöscht. Waneck arbeitete als kaufmännischer Angestellter und ging 1974 in Pension.

## Aufzeichnungen
- Wilhelm Waneck: Der Auslandsnachrichtendienst, ms., 1970er Jahre, IfZ, ZS 1597/II